# Интонарумори
Интонарумори е музикален перкусионен инструмент от групата на иновационните инструменти. Инструментът е създаден от популярния италиански футурист Луиджи Русоло. Състои се от механизъм от дървени правоъгълни резонатори и пластмасови фунии.

## реплики
Има три колекции в Италия, Нидерландия и Съединените щати.